# Atonalna glasba
Atonalna glasba je glasba, ki se ne drži nobenega principa katerekoli obstoječe tonske lestvice. Vseh dvanajst poltonov obravnava enakovredno - kot dvanajst elementov, ki jih lahko medsebojno kombiniramo na vse možne načine. To je pravzaprav dodekafonija, veda o dvanajstih medsebojno enakovrednih poltonih. To teorijo je prvi podal in raziskal skladatelj Arnold Schoenberg. Atonalna struktura se pojavlja v glasbi :
- moderna klasična glasba
- jazz in free jazz
- avantgardna glasba - rock alternativa
- improvizirana glasba

Tovrstno melodijo imenujemo tudi disharmonija.